# William Alonzo Hopkins
Pour les articles homonymes, voir Hopkins.
William Alonzo Hopkins (Brattleboro, 11 août 1840 - Paris, 27 février 1928) est un journaliste, patron de presse et homme d'affaires américain.

## Biographie
Né à Brattleboro dans le Vermont en 1840, William Alonzo Hopkins fait fortune dans l'industrie de la transformation du bronze, avec une société installée dans le New Jersey, avant de se tourner vers le journalisme et de devenir l'un des piliers de la communauté anglophone de Paris. Fréquentant les diplomates, financiers et journalistes, il est l'ami du président américain Ulysses S. Grant et de l'ingénieur français Ferdinand de Lesseps, concepteur du Canal de Suez.
En 1874, il lance une première gazette du nom de The Morning News, dont il fournit 30 % du capital, et qui sera ensuite rachetée par le patron de presse new-yorkais James Gordon Bennett senior, pour en faire un quotidien de langue anglaise basé à Paris et confié au journaliste américain Samuel S. Chamberlain.
À partir de 1878, malade, il s'installe définitivement à Paris. En 1884, il vend The Morning News à James Gordon Bennett junior, mais conserve la version française Le Matin. avec l'aide du multimillionnaire américain John William Mackay (1831-1902), héros du Comstock Lode.